# Tackling
Ein Tackling oder Tackle (abgeleitet aus den englischen Verb (to) tackle für bekämpfen, angreifen) ist eine Aktion bei den traditionellen Fuß-Ballsportarten (Fußball und Football), bei der der Gegner robust aber regelkonform vom Ball getrennt oder auf seinem Weg gestoppt werden soll.

## Fußball

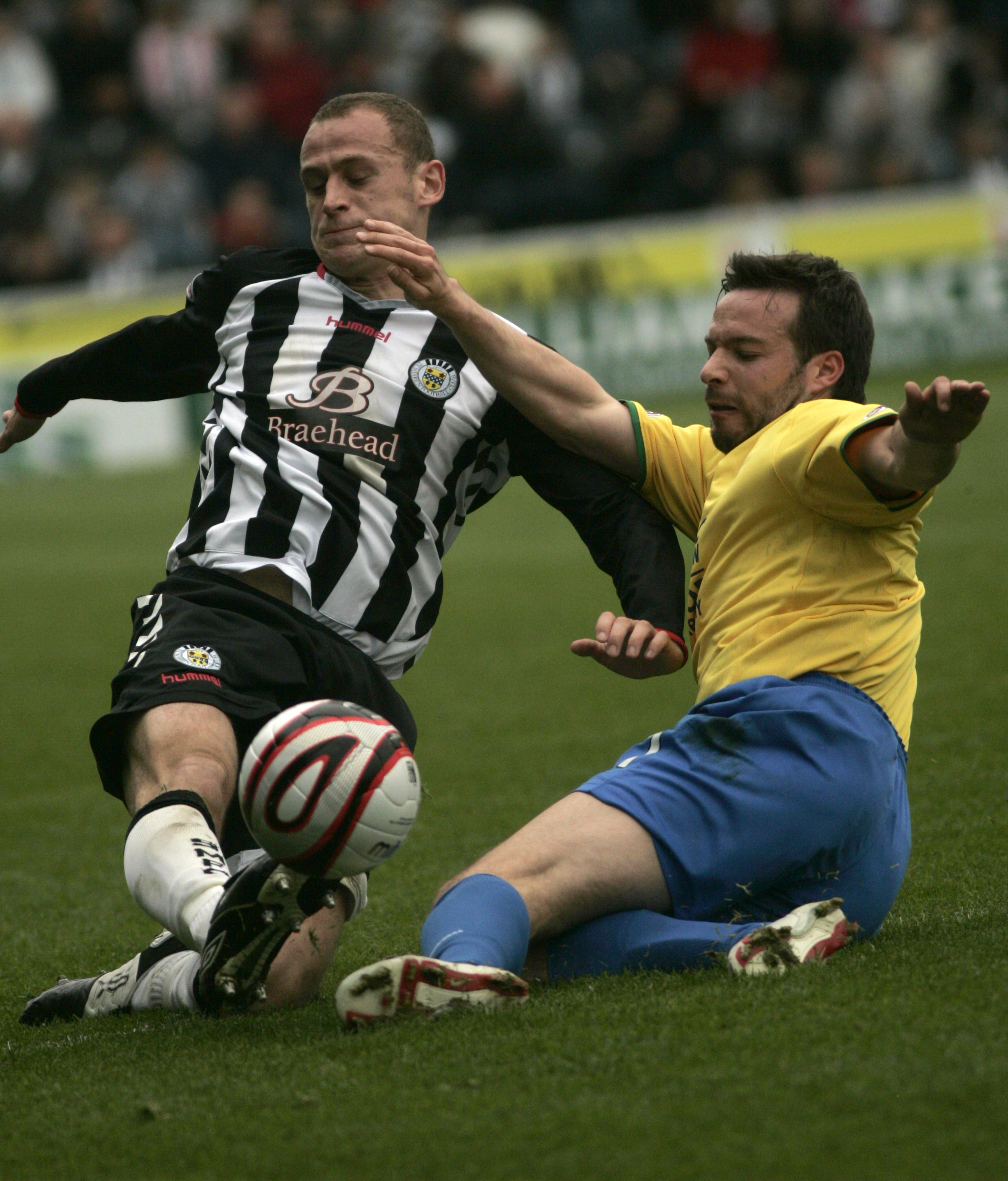
Grätsche

Im Fußball wird das Tackling häufig als Grätsche ausgeführt, also als gezieltes Rutschen über das Spielfeld (englisch sliding tackling), um den Ball zu blockieren, zur Seite wegzuspitzeln oder ihn dem ballführenden Gegenspieler regelkonform abzunehmen. Es existieren aber noch viele weitere Möglichkeiten des Tackling.
Bei der Sporthallen-Variante Futsal werden Tacklings am Mann grundsätzlich als Foul gewertet.